# Old Dominion Freight Line
Old Dominion Freight Line (ODFL) ist ein US-amerikanisches Logistikunternehmen mit Hauptsitz in Thomasville (North Carolina), Vereinigte Staaten. Es hat sich auf LKW-Transportdienstleistungen spezialisiert und operiert nur in den USA. Es bietet auch Haushaltsumzugsdienstleistungen an. Ende 2019 verfügte die Gruppe über ein Netz von 236 Servicezentren.
Das Unternehmen ist an der New York Stock Exchange gelistet und an der NASDAQ mit dem Kürzel ODFL gehandelt.

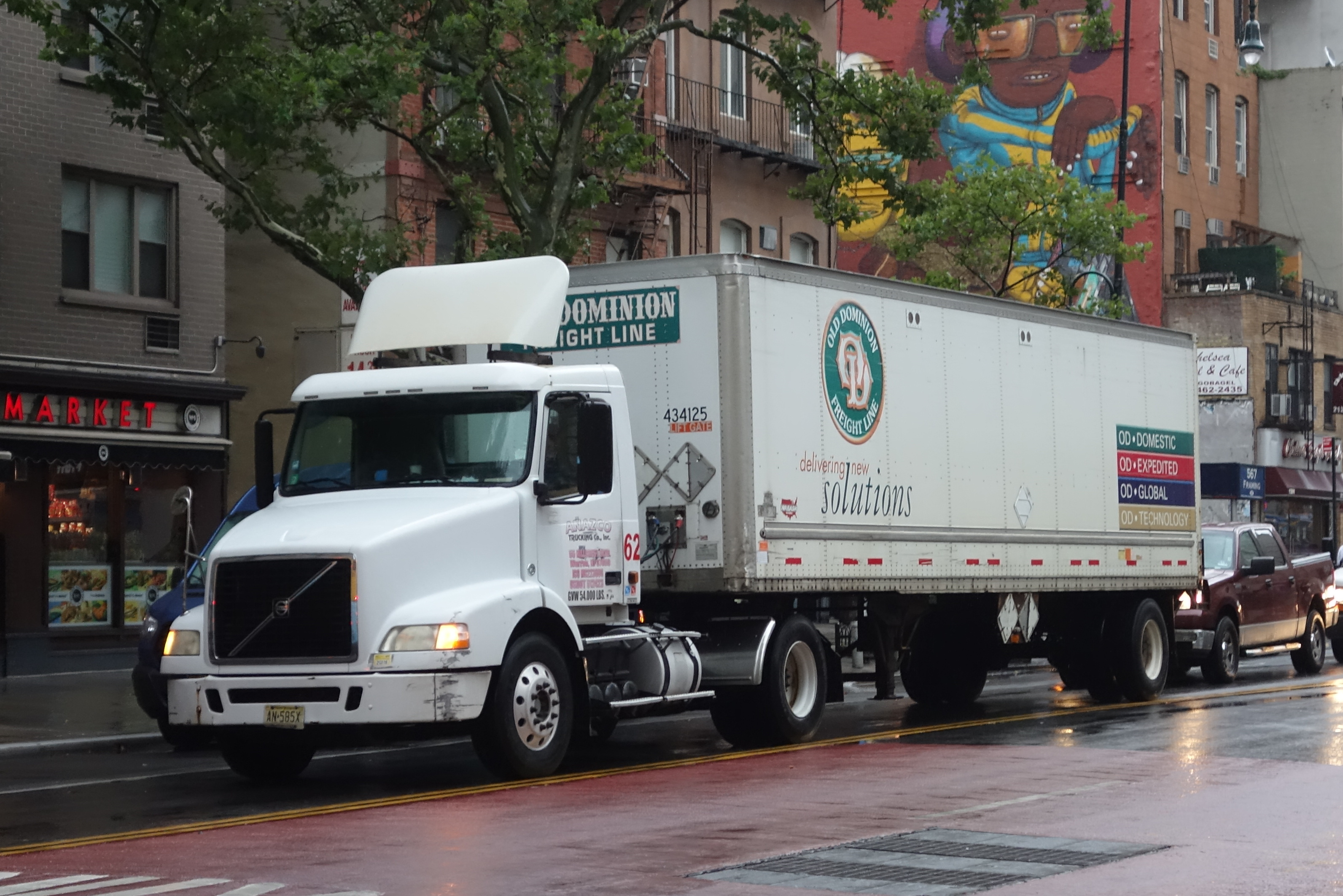
Ein ODFL-Sattelzug in Manhattan 2019

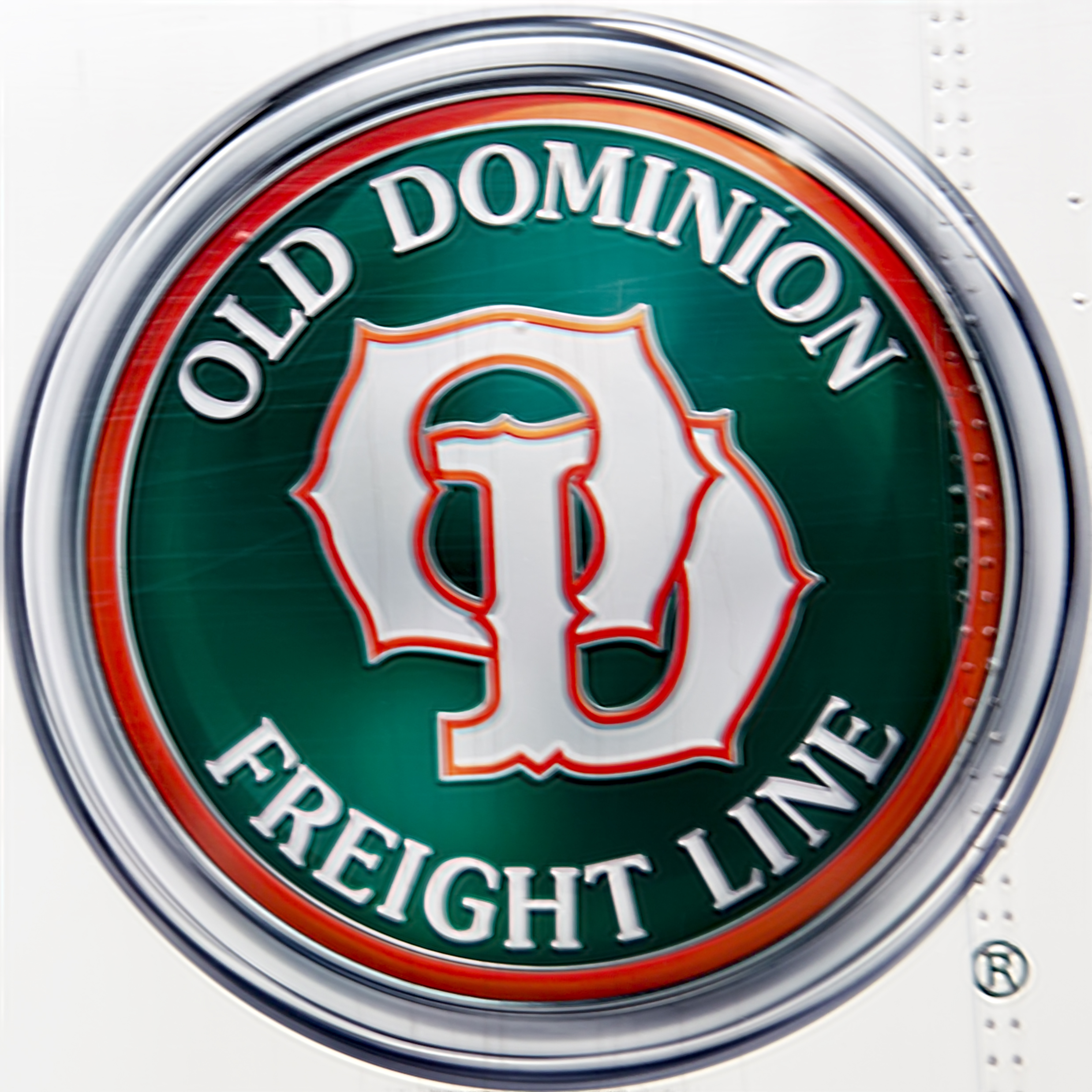
Firmenzeichen Old Dominion Freight Line

## Geschichte
Old Dominion Freight Line wurde im Jahr 1934 gegründet, als das Ehepaar Earl Congdon und Lillian Congdon einen LKW-Verkehr mit einem einzigen Lastwagen aufnahmen, der zwischen Richmond und Norfolk (Virginia) verkehrte. Der Name bezieht sich auf einen gebräuchlichen Spitznamen für das Commonwealth of Virginia, das „Old Dominion“.
Im Jahr 1935 wurde die Speditionsbranche vom Kongress reguliert. Die Interstate Commerce Commission verlieh der ODFL eine Lizenz zum Warenverkehr, der zum schnellen Wachstum des Unternehmens führte. Der Zweite Weltkrieg verursachte einen Boom im Frachtverkehr zwischen den Armee-Stützpunkten  zwischen Richmond (Virginia) und Norfolk (Virginia), von dem ODFL sehr profitierte.
Im Jahre 1946 wurde ODFL von einem Streik der Gewerkschaft Teamsters betroffen der fast 3 Monate dauerte. Kurz bevor die Gewerkschaft das Ende des Streiks ausrief, beschlossen die ODFL-Fahrer in Richmond, die Gewerkschaft zu verlassen und zur Arbeit zurückzukehren. Andere ODFL-Fahrer blieben gewerkschaftlich organisiert. Die finanziellen Auswirkungen des Streiks zwangen das Unternehmen, viele seiner Büroangestellten zu entlassen und seine Betriebsgenehmigung für eine Hauptstrecke zwischen Richmond und Norfolk an Davidson Transfer and Storage zu verkaufen, um genügend Kapital für die Fortsetzung des Betriebs zu erhalten.
Mit der Übernahme von Bottoms Fiske Truck Line dehnt sich das Unternehmen auf Nord- und Süd-Carolina aus. Im Jahre 1969 werden Barnes Truck Line, Nilson Motor Express und White Transport übernommen, 1972 folgte Star Transport und 1979 Deaton Trucking. Mit der Deregulierung der Speditionsbranche in den 1980er Jahren erweiterte Old Dominion sein Servicegebiet nach Florida, Tennessee und Kalifornien und begann auch, die wichtigsten Märkte von Chicago und Dallas zu bedienen.
Im Jahr 1991 ging das Unternehmen an die Börse.
In den Jahren 2006–2010 betrat ODFL den Markt des Westens der USA durch Übernahmen wie Wichita Southeast Kansas Transit, Priority Freight Line, Bullocks Express Transportation und Bob‘s Pickup and  Delivery.